# NGC 4012
NGC 4012 est une galaxie spirale vue par la tranche et située dans la constellation de la Vierge. NGC 4012 a été découverte par l'astronome allemand Albert Marth en 1865.

## Caractéristiques
La classe de luminosité de NGC 4012 est II et elle présente une large raie HI.

### Distance
Sa vitesse par rapport au fond diffus cosmologique est de 4 530 ± 24 km/s, ce qui correspond à une distance de Hubble de 66,8 ± 4,7 Mpc (∼218 millions d'al).
À ce jour, sept mesures non basées sur le décalage vers le rouge (redshift) donnent une distance de 63,414 ± 3,094 Mpc (∼207 millions d'al), ce qui est à l'intérieur des valeurs de la distance de Hubble.

## Supernova
Deux supernovas ont été découvertes dans NGC 4012 : SN 2004aq et SN 2005J.

### SN 2004aq
Cette supernova a été découverte le 2 mars 2004 par l'astronome amateur britannique Mark Armstrong. Cette supernova était de type II.

### SN 2005J
Cette supernova a été découverte le 2 mars 2005 par O. Trondal et M. Schwartz des observatoires Tenagra. Cette supernova était de type II.